# Nanette Fabray
Nanette Fabray (nacida Ruby Bernadette Nanette Theresa Fabares ; 27 de octubre de 1920 - 22 de febrero de 2018) fue una actriz, cantante y bailarina estadounidense. Comenzó su carrera actuando en el vodevil cuando era niña y se convirtió en actriz de teatro musical durante los años 1940 y 1950, aclamada por su papel en High Button Shoes (1947) y ganó un premio Tony en 1949 por su actuación en Love Life. A mediados de la década de 1950, trabajó como compañera cómica de Sid Caesar en su programa televisivo Caesar's Hour, por la que ganó tres premios Emmy, y coprotagonizó junto a Fred Astaire la película musical The Band Wagon. De 1979 a 1984, apareció como Katherine Romano en la serie de televisión One Day at a Time. 
Fabray superó una discapacidad auditiva significativa y fue una defensora de los derechos de los sordos y personas con problemas de audición.  Sus honores por representar a las personas con discapacidad incluyen el Premio al Servicio Distinguido del Presidente y el Premio Humanitario Eleanor Roosevelt . 

## Primeros años
Fabray nació Ruby Bernadette Nanette Theresa Fabares el 27 de octubre de 1920 en San Diego, del matrimonio formado por Lily Agnes (McGovern), ama de casa, y Raoul Bernard Fabares, guarda de trenes. Comenzó a ser conocida como Nanette por su tercer nombre y por una querida tía de San Diego, cuyo nombre también era Nanette. Pero a lo largo de la vida, el apodo que prefería era Nan y, en menor medida, de amigos o familiares cercanos, a veces Nanny-goat. Su familia residía en Los Ángeles, y la madre de Fabray fue fundamental para que su hija se involucrara en el mundo del espectáculo cuando era niña. A temprana edad, estudió claqué con, entre otros, Bill "Bojangles" Robinson.   
Hizo su debut profesional en el teatro como "Miss New Years Eve 1923" en el Million Dollar Theatre a la edad de tres años. Pasó gran parte de su infancia apareciendo en producciones de vodevil como bailarina y cantante bajo el nombre de "Baby Nan". Apareció con estrellas como Ben Turpin. Criada por lo que probablemente ahora se conocería como una madre escénica, la misma Fabray no estaba muy interesada en el mundo del espectáculo hasta más tarde, y nunca creyó en obligar a los niños a actuar a una edad temprana, sino que deseaba que pudieran vivir su vida infancias en lugar de tener que lidiar con las preocupaciones de los adultos prematuramente.  Sin embargo, su entrenamiento temprano en el baile la llevó a considerarse siempre una bailarina de tap.
Contrariamente a lo expresado en un popular rumor, nunca fue una invitada habitual o recurrente de la serie Our Gang; Sin embargo, sí apareció como extra en una ocasión, interpretando a una invitada entre muchos otros niños en una escena de fiesta.
Los padres de Fabray se divorciaron cuando ella tenía nueve años, pero continuaron viviendo juntos por razones económicas. Durante la Gran Depresión, su madre convirtió su hogar en una pensión, en la que Fabray y sus hermanos ayudaron a administrar, siendo el trabajo principal de Nanette planchar la ropa. En sus primeros años de adolescencia, Fabray asistió a la Escuela de Teatro Max Reinhardt con una beca. Luego asistió a Hollywood High School, participando en el programa de teatro con una maestra favorita, donde se graduó en 1939.
Venció a su compañera de clase Alexis Smith por el liderazgo en el teatro escolar en su último año. Fabray ingresó en Los Angeles Junior College en el otoño de 1939, pero no lo hizo bien y se retiró unos meses después. Siempre había tenido dificultades en la escuela debido a una discapacidad auditiva no diagnosticada, lo que le dificultaba el aprendizaje.   
Finalmente fue diagnosticada con una pérdida auditiva conductiva (debido a la otosclerosis progresiva congénita) a los veinte años, después de que una maestra interina la animó a que le hicieran una prueba de audición. Fabray dijo de la experiencia: "Fue una revelación para mí. Todos estos años pensé que era estúpida, pero en realidad solo tenía un problema de audición".   
Fabray dio muchas entrevistas a lo largo de los años y gran parte de la información conocida sobre ella se reveló en estas conversaciones. En 2004, fue entrevistada para la posteridad en la historia oral de Archives of American Television como una leyenda de Emmy TV.

## Carrera

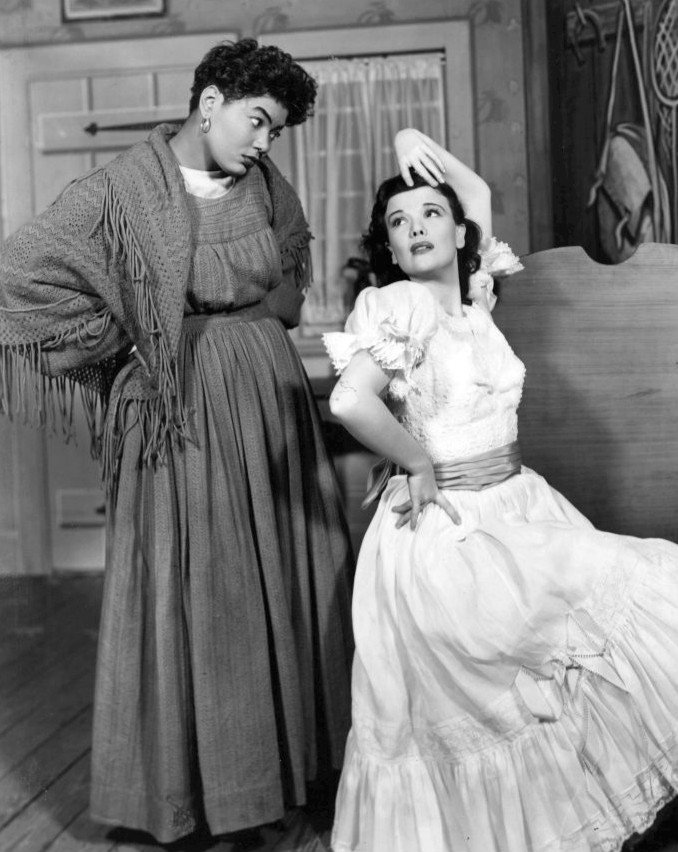
Pearl Bailey y Nanette Fabray en el musical de Broadway Arms and the Girl (1950)

### Teatro
A la edad de 19 años, Fabray debutó en el cine como una de las damas de honor de Bette Davis en The Private Lives of Elizabeth and Essex (1939).  Ella apareció en dos películas adicionales ese año para Warner Bros. , The Monroe Doctrine (corta) y A Child Is Born , pero no firmó un contrato de estudio a largo plazo.  Luego apareció en la producción teatral Meet the People en Los Ángeles en 1940, que luego realizó una gira por los Estados Unidos en 1940–1941.  En el espectáculo, ella cantó el aria de ópera " Caro nome " del Rigoletto de Giuseppe Verdi mientras bailaba.  Durante la presentación en Nueva York del espectáculo, Fabray fue invitado a interpretar el número "Caro nome" para un beneficio en el Madison Square Garden con Eleanor Roosevelt como oradora principal.  Ed Sullivan fue el maestro de ceremonias del evento y el famoso anfitrión, que leyó una tarjeta de identificación, pronunció mal su nombre como "Nanette Fa-bare-ass".  Después de este vergonzoso paso en falso , la actriz inmediatamente cambió legalmente la ortografía de su nombre de Fabares para que coincidiera lo más posible con la pronunciación correcta: Fabray.
Artur Rodziński , director de la Filarmónica de Nueva York , vio la actuación de Fabray en Meet the People y se ofreció a patrocinar el entrenamiento vocal operístico para ella en la Juilliard School .  Estudió ópera en Juilliard con Lucia Dunham durante la segunda mitad de 1941, mientras actuaba en su primer musical de Broadway , Let's Face It , de Cole Porter . , con Danny Kaye y Eve Arden .  Decidió que estudiar durante el día y actuar en la noche era demasiado para ella y le quitó la activa vida nocturna social que tanto disfrutaba, y que prefería actuar en teatro musical antes que en ópera; así ella se retiró de la escuela después de unos cinco meses.  Se convirtió en una exitosa actriz de teatro musical en Nueva York durante la década de 1940 y principios de la de 1950, protagonizando producciones como By Jupiter (1942), My Dear Public (1943), Jackpot (1944), Bloomer Girl (1946), High Button Shoes (1947), Arms and the Girl (1950), y Make a Wish (1951).  En 1949, ganó el Premio Tony a la Mejor Actriz en un Musical por su interpretación de Susan Cooper en el musical Love Life de Kurt Weill / Alan Jay Lerner .  Recibió una nominación al Tony por su papel de Nell Henderson en Mr. President en 1963, después de una ausencia de 11 años en el escenario de Nueva York.  Fabray continuó haciendo giras musicales durante muchos años, apareciendo en programas como Wonderful Town y No, No, Nanette . 

### Televisión y cine

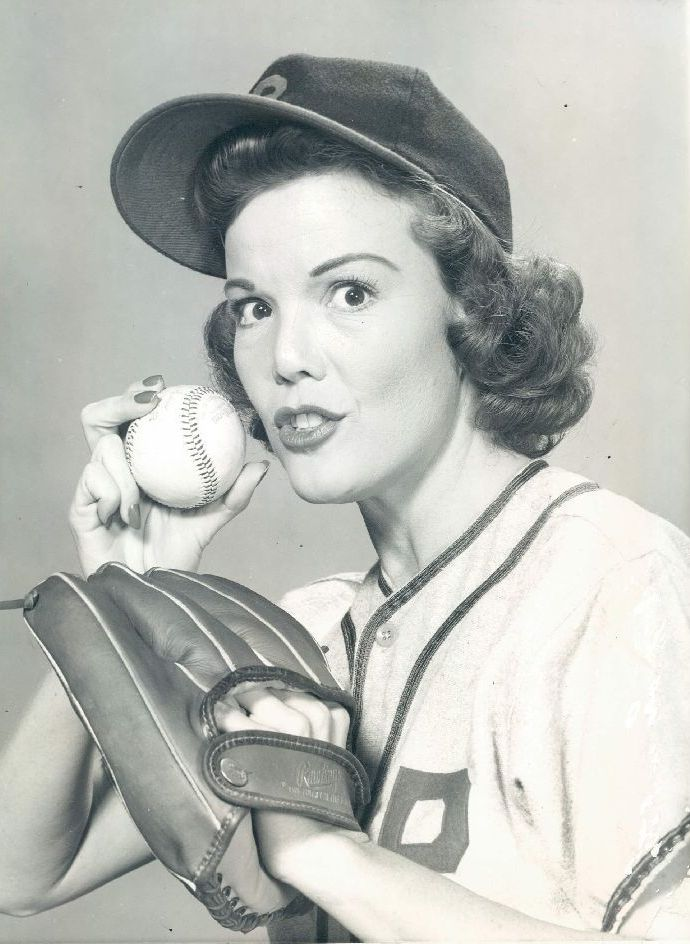
Fabray en 1957

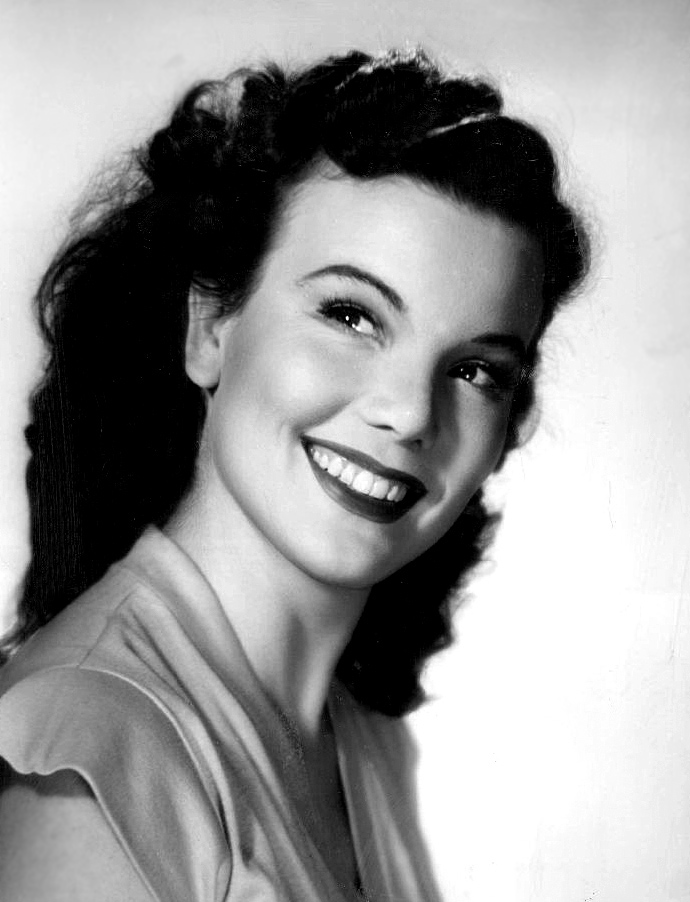
Nanette Fabray 1950.

A mediados de la década de 1940, Fabray trabajó regularmente para NBC en una variedad de programas en el área de Los Ángeles.  A finales de la década de 1940 y principios de la de 1950, hizo sus primeras apariciones en televisión nacional de alto perfil actuando en una variedad de programas variados, como el Show de Ed Sullivan , el Teatro Texaco Star y la Fiesta de Arthur Murray . 
También apareció en Your Show of Shows como una estrella invitada frente a Sid Caesar .  Apareció como regular en la Hora del César de 1954 a 1956, ganando tres premios Emmy.  Fabray abandonó el programa después de un malentendido cuando su gerente de negocios, desconocida por ella, hizo demandas irrazonables por su contrato de tercera temporada.  Fabray y César no se reconciliaron hasta años más tarde.
En 1961, Fabray protagonizó 26 episodios de Westinghouse Playhouse , una serie de comedia de media hora que también se conoció como The Nanette Fabray Show o Yes, Yes Nanette .  El personaje se basaba principalmente en ella y en su propia vida como pareja de recién casados con su esposo y sus nuevos hijastros.
Fabray apareció como la madre del personaje principal en varias series de televisión como One Day at a Time , The Mary Tyler Moore Show y Coach , donde interpretó a la madre de la sobrina de la vida real Shelley Fabares .  Al igual que su tía, Shelley Fabares también apareció en One Day at a Time.
Fabray hizo 13 apariciones como invitado en el Show de Carol Burnett .  Actuó en varios episodios de The Dean Martin Show , The Hollywood Palace , Kraft Music Hall de Perry Como y The Andy Williams Show .  Fue panelista en 230 episodios del programa de juegos de larga duración The Hollywood Squares , así como una invitada misteriosa en What's My Line? y luego un panelista en Match Game en 1973.  Otras apariciones recurrentes de juegos de Fabray incluyeron la participación en Contraseña , Tengo un secreto , He Said, She Said y Celebrity Bowling .  También apareció en los juegos Stump the Stars , Let's Make a Deal , All Star Secrets , y en la serie de televisión “All Star special” de Family Feud con sus compañeros del elenco de One Day at a Time . 
Ella apareció en papeles de estrella invitada en Burke's Law , Love, American Style , Maude , The Love Boat y Murder, She Wrote .  En el programa PBS Pioneers of Television: Sitcoms , Mary Tyler Moore reconoció a Fabray por inspirar su característica técnica de llanto cómico. 
En 1953, Fabray interpretó su papel de pantalla más conocido como dramaturgo de Betty Comden en el musical de Metro-Goldwyn-Mayer The Band Wagon con Fred Astaire y Jack Buchanan .  La película en una escena presentó a Fabray, Astaire y Buchanan interpretando el clásico número musical cómico "Triplets", que también se incluyó en That's Entertainment, Parte II .  Los créditos cinematográficos adicionales de Fabray incluyen The Happy Ending (1969), Harper Valley PTA (1978) y Amy (1981).
El trabajo más reciente de Fabray fue en 2007, cuando apareció en The Damsel Dialogues , una revista original del compositor Dick DeBenedictis , con dirección / coreografía de Miriam Nelson.  El espectáculo, que se realizó en el Teatro Whitefire en Sherman Oaks, California , se centró en los problemas de las mujeres con la vida, el amor, la pérdida y el lugar de trabajo. 

## Vida personal
El primer marido de Fabray, David Tebet , estuvo en marketing y talento televisivo, y más tarde se convirtió en vicepresidente de NBC. Según Fabray, su matrimonio terminó en divorcio, en parte debido a su depresión, ansiedad e inseguridades en torno a su empeoramiento de la pérdida de audición. Su segundo esposo fue el guionista Ranald MacDougall , cuyos créditos como escritor incluyen Mildred Pierce y Cleopatra y quien, a principios de la década de 1970, fue presidente de la Asociación de Escritores de Estados Unidos .  
La pareja estuvo casada desde 1957 hasta su muerte en 1973. Tuvieron un hijo juntos: Jamie MacDougall. Era residente de Pacific Palisades, California ; Y fue la tía de la cantante / actriz Shelley Fabares . La boda de su sobrina en 1984 con el actor Mike Farrell de M * A * S * H se llevó a cabo en su casa. Vecinos de larga data, Fabray se asoció con la campaña de Ronald Reagan para la gobernación de California en 1966.
Fue hospitalizada durante casi dos semanas después de haber sido dejada inconsciente por una caída de la tubería detrás del escenario durante una transmisión en vivo de la Hora del César en 1955.  La audiencia en el estudio escuchó sus gritos y al principio a Sid Caesar le dijeron que la habían matado en el extraño accidente.  Fabray sufrió una conmoción cerebral grave junto con una discapacidad visual temporal asociada y fotosensibilidad / fotofobia.  Más tarde, se dio cuenta de que solo había evitado ser empalada directamente debido a la posición en la que se encontraba en ese momento (inclinándose en lugar de pararse derecha).
En 1978, durante el rodaje de la PTA de Harper Valley , Fabray sufrió una segunda conmoción cerebral importante cuando fue golpeada, golpeando su cuello en la acera y la parte posterior de su cabeza en una roca.  El accidente se produjo cuando un elefante vivo que apareció en la película fue asustado por un transeúnte civil borracho, que había pasado por alto la calle bloqueada en el set, y fue sellado.  Fabray sufrió una pérdida de memoria asociada y problemas visuales como el nistagmo , pero aún tenía que terminar sus escenas (a saber, una persecución en auto) en la película, para la cual aún no había terminado el rodaje.  Tenía que ser estrechamente dirigida y entrenada, alimentada línea por línea, ya que no podía recordar ninguna de sus líneas o señales debido a la conmoción cerebral.  También tuvo que ser filmada solo desde ángulos específicos para enmascarar los obvios movimientos anormales de los ojos que la conmoción cerebral había provocado temporalmente.

## Plataformas
Discapacidad auditiva : Campeona desde hace mucho tiempo de conciencia auditiva y apoyo a los sordos, se sentó en las juntas y habló en muchas funciones relacionadas.  Un defensor con visión de futuro de la comunicación total y la enseñanza del lenguaje sordo y la comunicación de cualquier manera posible, incluyendo el lenguaje de señas estadounidense y no solo el método de oralismo de la época, Fabray fue uno de, si no el primero, el uso del lenguaje de señas en [ en vivo] televisión, algo que continuó exhibiendo en muchos programas en los que hizo apariciones, como Carol Burnett Show , Match Game '73 , y I've Got a Secret .  Incluso contribuyó con la historia a un episodio completo de 1982 de One Day at a Time , que se centró en la percepción y aceptación de la pérdida auditiva, las opciones de tratamiento y el lenguaje de señas.  Fabray apareció en un infomercial de 1986 para productos de audífonos y sordera para House Ear Institute.  En 2001, escribió al asesor columnista Dear Abby para denunciar la fuerte música de fondo que se reproduce en los programas de televisión.  Como miembro fundador del Instituto Nacional de Subtítulos, también fue una de las primeras grandes empresas en concientizar sobre la necesidad de los subtítulos en los medios.
Derechos de las viudas Después del fallecimiento de su segundo marido, Randy MacDougall, Fabray también comenzó a aprender acerca de las tribulaciones asociadas con la muerte del cónyuge y comenzó a concienciar sobre la necesidad de cambios en la ley para viudas y viudos.  Enfocó sus últimos años en hacer campaña por los derechos de las viudas, particularmente en relación con las leyes de herencia de las mujeres, los impuestos y la protección de activos.

## Muerte
Nanette Fabray murió el 22 de febrero de 2018 en la residencia de ancianos Canterbury en California a la edad de 97 años por causas naturales.

## Honores
Nanette Fabray, ganadora del premio Tony y tres veces Primetime Emmy, tiene una estrella en el Paseo de la Fama de Hollywood .  En 1986, recibió un premio Life Achievement del Screen Actors Guild . 
Ganó un premio Golden Apple del Hollywood Women's Press Club en 1960 junto con Janet Leigh por ser una actriz más cooperativa.
Fue galardonada con el Premio al Servicio Distinguido del Presidente y el Premio Humanitario Eleanor Roosevelt por sus largos esfuerzos en favor de las personas sordas y con problemas de audición.

## Filmografía parcial
| Año  | Título                                                      | Papel                       |
| ---- | ----------------------------------------------------------- | --------------------------- |
| 1939 | Las vidas privadas de Elizabeth y Essex                     | Mistress Margaret Radcliffe |
| 1939 | Nace un niño                                                | Gladys norton               |
| 1939 | La Doctrina Monroe                                          | Rosita de la torre          |
| 1953 | El carro de la banda                                        | Lily marton                 |
| 1960 | Los subterráneos                                            | Sociedad mujer              |
| 1969 | El final feliz                                              | Inés                        |
| 1970 | Los Vaqueros Cockeyed del Condado de Calico                 | Sadie                       |
| 1978 | PTA de Harper Valley                                        | Alice Finley                |
| 1981 | Amy                                                         | Malvina                     |
| 1989 | The McFalls (también conocido como exenciones personales )  | Mildred McFall              |
| 1994 | El tatuaje de Teresa                                        | Martha mae                  |
| 2003 | Broadway: la edad de oro, por las leyendas que estaban allí | Sí misma                    |

### Televisión
| Año       | Título                             | Papel                                           | Notas                                                      |
| --------- | ---------------------------------- | ----------------------------------------------- | ---------------------------------------------------------- |
| 1954–1956 | Hora de césar                      | Sí misma                                        |                                                            |
| 1959      | Laramie                            | Essie Bright                                    | Episodio: "Glory Road"                                     |
| 1960      | Hora de inicio                     | Salida                                          | Episodio: "El show de Nanette Fabray, o Ayúdame, Afrodita" |
| 1961      | El show de Nanette Fabray          | Nanette "Nan" McGovern                          | 26 episodios                                               |
| 1966      | Alicia a través del espejo         | La reina Blanca                                 | Película de televisión                                     |
| 1966      | Fama es el nombre del juego        | Palmadita                                       | Película de televisión                                     |
| 1967–1972 | El show de Carol Burnett           | Sí misma                                        | 13 episodios                                               |
| 1970      | George M!                          | Helen Costigan "Nellie" Cohan                   | Película de televisión                                     |
| 1970      | Pero no quiero casarme!            | Señora. Valle                                   | Película de televisión                                     |
| 1972      | Alfombra mágica                    | Virginia Wolfe                                  | Película de televisión                                     |
| 1972      | La pareja toma una esposa          | Marion randolph                                 | Película de televisión                                     |
| 1972      | El show de Mary Tyler Moore        | Dottie Richards                                 | 2 episodios                                                |
| 1974      | Feliz aniversario y adios          | Meter                                           | Película de televisión                                     |
| 1977      | Maude                              | Katie Malloy                                    | Episodio: "La reunión de Maude"                            |
| 1978–1981 | El barco del amor                  | Shirley Simpson / Mitzy Monroe / Maggie O'Brian | 3 episodios                                                |
| 1979–1984 | Un día a la vez                    | Abuela Katherine Romano                         | 42 episodios                                               |
| 1979      | El hombre del traje de santa claus | Dora Dayton                                     | Película de televisión                                     |
| 1983–1986 | Hotel                              | Harriet Gold / Maggie Lewis                     | 2 episodios                                                |
| 1989      | The Munsters Today                 | Dottie                                          | Episodio: "Apareamiento por computadora"                   |
| 1990–1994 | Entrenador                         | Mildred Armstrong                               | 3 episodios                                                |
| 1991      | Asesinato, ella escribió           | Emmaline Bristow                                | Episodio: "De la boca del caballo"                         |
| 1993      | El palacio dorado                  | Helecho                                         | Episodio: "Rosa y helecho"                                 |

## Trabajo escénico
- El milagro (1939)
- Seis personajes en busca de un autor (1939)
- El siervo de dos amos (1939)
- Conoce a la gente (1940)
- ¡Seamos sinceros! (1941)
- Por Jupiter (1942) (reemplazo de Constance Moore )
- Mi querido público (1943)
- Jackpot (1944)
- Chica Bloomer (1945; 1947; 1949)
- Zapatos de boton alto (1947)
- La vida del amor (1948)
- Brazos y la niña (1950)
- Hacer un deseo (1951)
- Señor presidente (1962)
- No hay sentimientos duros (1973)
- Aplausos (1973)
- Plaza Suite (1975)
- Pueblo Maravilloso (1975)
- Los asuntos secretos de Mildred Wild (1977)
- Llamame señora (1979)
- Flor de cactus (1984)
- Prince of Central Park (1989) (reemplazo de Jo Anne Worley )
- El Triángulo de la Avenida Bermudas (1997)